# وندرگریفت، پنسیلوانیا
وندرگریفت، پنسیلوانیا (به انگلیسی: Vandergrift, Pennsylvania) یک سکونتگاه مسکونی در ایالات متحده آمریکا است که در Westmoreland County واقع شده‌است.

## خصوصیات
وندرگریفت ۵٬۴۵۵ نفر جمعیت دارد و ۲۶۷٫۹۲ متر بالاتر از سطح دریا واقع شده‌است.